# Stagonolepidinae
Stagonolepidinae – podrodzina archozaurów z rodziny Stagonolepididae. Friedrich von Huene w 1942 roku ukuł termin „Stagonolepinae” dla podrodziny obejmującej rodzaj Stagonolepis. W 2000 Heckert i Lucas zmodyfikowali to określenie do formy „Stagonolepininae” i nadali mu definicję filogenetyczną, wedle której Stagonolepininae to najszerszy klad obejmujący wszystkich członków Stagonolepididae bliżej spokrewnionych ze Stagonolepis niż z ostatnim wspólnym przodkiem Stagonolepis i Desmatosuchus. Parker (2003) uznaje poprawność tej definicji i zalicza do Stagonolepininae rodzaje Coahomasuchus, Aetosaurus, Stagonolepis (do tego rodzaju zaliczył też gatunki S. scagliai i S. wellesi, przez innych autorów przenoszone do osobnych rodzajów – odpowiednio Aetosauroides i Calyptosuchus), Typothorax (do tego rodzaju zaliczył też gatunek T. reseri, przenoszony przez część autorów do odrębnego rodzaju Redondasuchus), Chilenosuchus, Tecovasuchus, Paratypothorax i Heliocanthus/Rioarribasuchus. Według zasad Kodeksu Nomenklatury Zoologicznej poprawna nazwa powinna brzmieć „Stagonolepidinae”, wobec czego nazwa „Stagonolepininae” jest jej młodszym synonimem. W 2005 Paul Sereno przedstawił definicję zbliżoną do tej autorstwa Heckerta i Lucasa, wykorzystującą jednak gatunki zamiast rodzajów. Według niej Stagonolepidinae to najszerszy klad obejmujący wszystkie aetozaury bliżej spokrewnione ze Stagonolepis robertsoni niż z Desmatosuchus haplocerus.
Z analizy kladystycznej Parkera z 2007 r. wynika, że do Stagonolepidinae (przez Parkera dalej nazywanych "Stagonolepininae") sensu Heckert i Lucas (2000) należą te wszystkie rodzaje, które Parker zaliczył do tej grupy w 2003 r, a także rodzaj Neoaetosauroides. Ponieważ jednak do tak definiowanych Stagonolepidinae należał rodzaj Aetosaurus, zaś nie należał do nich Desmatosuchus, Stagonolepidinae są synonimem Aetosaurinae sensu Heckert i Lucas (2000) (tj. kladu obejmującego wszystkie taksony bliżej spokrewnione z rodzajem Aetosaurus niż z ostatnim wspólnym przodkiem Aetosaurus i Desmatosuchus). Heckert i Lucas zdefiniowali Aetosaurinae i Stagonolepidinae w tym samym artykule, ale Aetosaurinae zostały zdefiniowane na wcześniejszej stronie; z tej przyczyny na określenie kladu obejmującego Aetosaurus, Stagonolepis i pokrewne taksony Parker użył nazwy Aetosaurinae. Z późniejszej analizy kladystycznej przeprowadzonej przez Desojo, Ezcurrę i Kischlata (2012) wynika, że tak definiowane Aetosaurinae i Stagonolepidinae nie są synonimami; według tej analizy Aetosaurinae obejmowałyby jedynie rodzaj Aetosaurus, a Stagonolepidinae – tylko rodzaj Stagonolepis.